# بحث الخارج

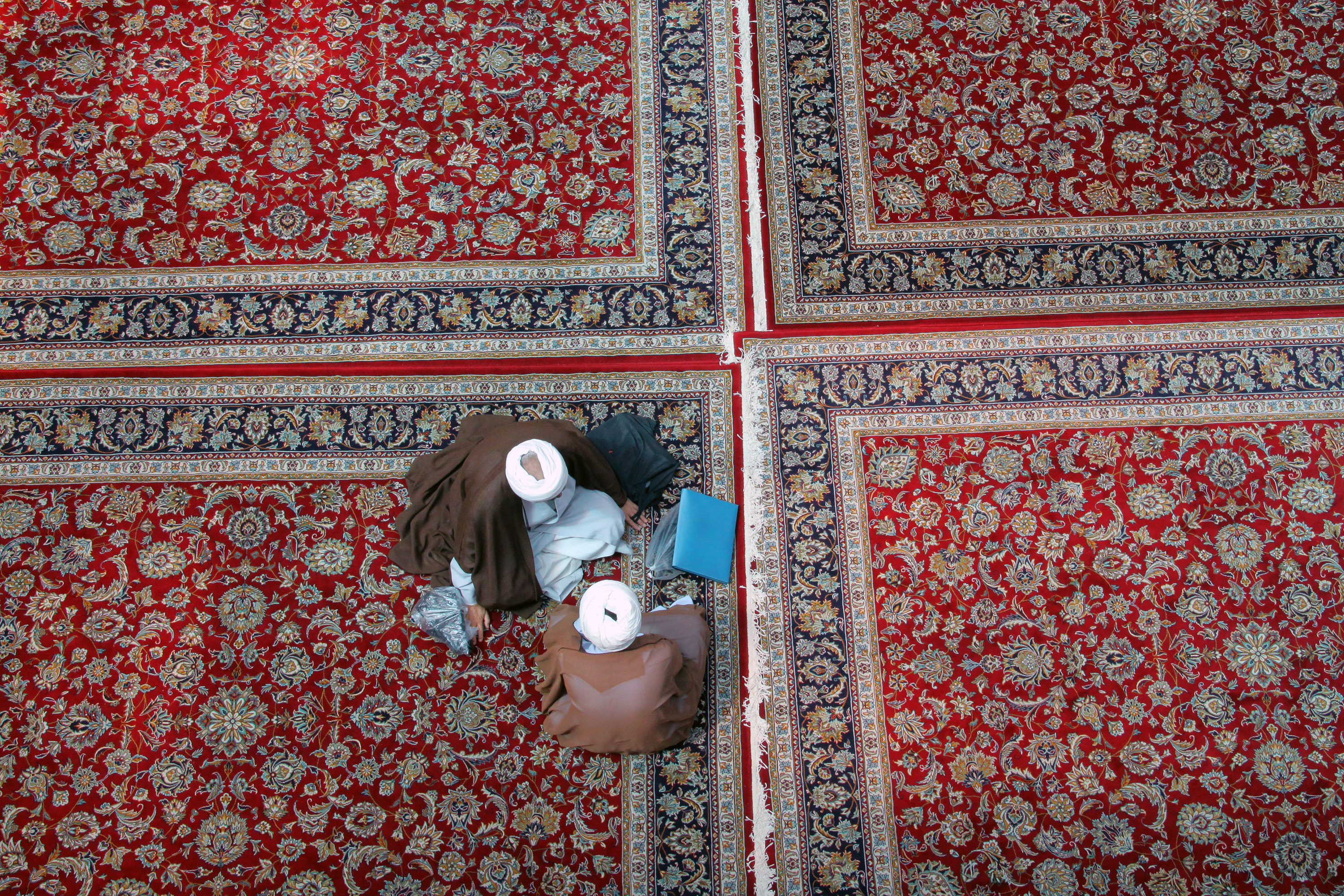
تحرير

البحث الخارجهي المرحلة الأخيرة من الدراسة في الحوزات العلمية عند الشيعة الاثني عشرية، سميت بالخارج لأن الدراسة فيها تتم خارج نطاق الكتب التي يعتمدها الأستاذ في تحضير مادته في مرحلة البحث الخارج. ينتقل الطالب في الجامعة النجفية إلى الدور الأخير من حياته الدراسية، بعد أن وقف على هذه الآفاق الرحبة من الفكر الإسلامي.
في هذا الدور الدراسي، تقع مسؤلية التحضير والأعداد على الطالب نفسه، من غير أن يتقيد بمصدر علمي خاص فيقوم الطالب- بنفسه قبل أن يحضر المحاضرة- بأعداد مادة المحاضرة من فقه وأصول أو تفسير ثم مراجعة أقوال العلماء في هذه المادة أو تلك وما يمكن أن يصلح دليلاً لها، وبما يمكن أن يناقش به هذا الدليل، ثم يحاول الطالب أن يستخلص لنفسه رأياً خاصّاً في هذه المسألة، فاذا فرغ من هذا الإعداد حضر البحث الخارج.
البحث الخارج حلقات دراسية يقوم برعايتها كبار علماء الحوزة العلمية وقد يكون هناك أكثر من حلقة في نفس الوقت، فيختار الأستاذ بحثاً فقهياً أو أصولياً أو بحثاً في تفسير القرآن أو في الحديث النبوي يلقيه على شكل محاضرات وقد تكون للأستاذ (المجتهد) محاضرتان في اليوم، فتخصص المحاضرة الصباحية للفقه مثلاً وتكون مادة أصول الفقه موضوعاً للمحاضرة المسائية أو العكس وهناك من الأساتذة المجتهدين من يقتصر على هذه المادة أو تلك.
ومن المفيد أن نوضح أن طريقة التدريس في هذه المرحلة تختلف عن طرق التدريس فيما سبقها من المراحل إذ أن المدرس هنا يعرض مادة البحث عرضاً شاملاً مع كافة علماء المذاهب الإسلامية. ودليل كل صاحب رأي ليناقش كل واحد من تلكم الآراء فيفندها بالدليل العلمي والحجج القاطعة ليصل إلى الرأي الخاص له بالمسألة عارضاً معه الدليل الذي اعتمده فيه هذا الرأي.
أما الطالب في هذه المرحلة فأن عليه أن يستمع إلى توجيهات الأستاذ في درس للمادة المتفق عليها، والبحث عن اطرافها وما يتصل بها ويمكن أن يصلح دليلاً لها وما يناقش بها ورأي الأستاذ في نهاية المطاف.
يختلف الأستاذ كثيراُ عن الطلاب في صياغة الدليل واعداد البحث، ومناقشة الآراء والرأي الذي يتبنّاه في المسألة. فيعرض الطالب لمناقشة الأستاذ فيما يختلفان فيه من وجوه الرأي والبحث، بعد أن كوّن لنفسه رأياً في المسألة وقد يتفق أن يشتد الخلاف بين الشيخ وطلابه في حلقة البحث فيتبلور لدى الشيخ الوجه الآخر من الرأي، فينزل عند آراء الطلاب.
وتتبع حلقات الدرس في البحث الخارج تبعاً لشهرة الأستاذ العلمية ومدى نجاحه في البيان وطريقة العرض ويتفق أن يحضر حلقة من هذه الحلقات أكثر من الف طالب ويستمر الطالب على هذا النمط الخاص من الدراسة في الفقه والأصول والتفسير حتى يبلغ مرحلة الاجتهاد في الوقت الذي يقوم به أيضاً بأدارة حلقات دراسية من (الدور الابتدائي) فكل طالب يكون مدرساً لمن هو أدنى منه في سلّم التحصيل في حين يستمر هو في طلب العلم.
إلى هذا المنهج الدراسي- في البحث الخارج- يعزى السر في تطور الدراسات الفقهية والأصولية في حوزة النجف على مرّ القرون، ومن يقرأ كتاباً في الفقه وأصوله لأعلام القرنين الرابع والخامس الهجريين مثلا ثم يقرأ كتاباً فيها لأحد أعلام هذا القرن يلمس مدى التطور الذي بلغته الحوزة العلمية في هذا الشأن.